# انگور چینی
انگور چینی با نام‌های رایج، انگور خزنده، توت چینی، تاک فلفلی آمور و انگور وحشی، یک گیاه زینتی غیر خوراکی بومی مناطق معتدل آسیا از جمله چین، ژاپن، هند، نپال، میانمار، ویتنام و فیلیپین است. به‌طور کلی شبیه گونه‌های انگور (جنس Vitis) و سایر گونه‌های آمپلوپسیس است.

## شرح

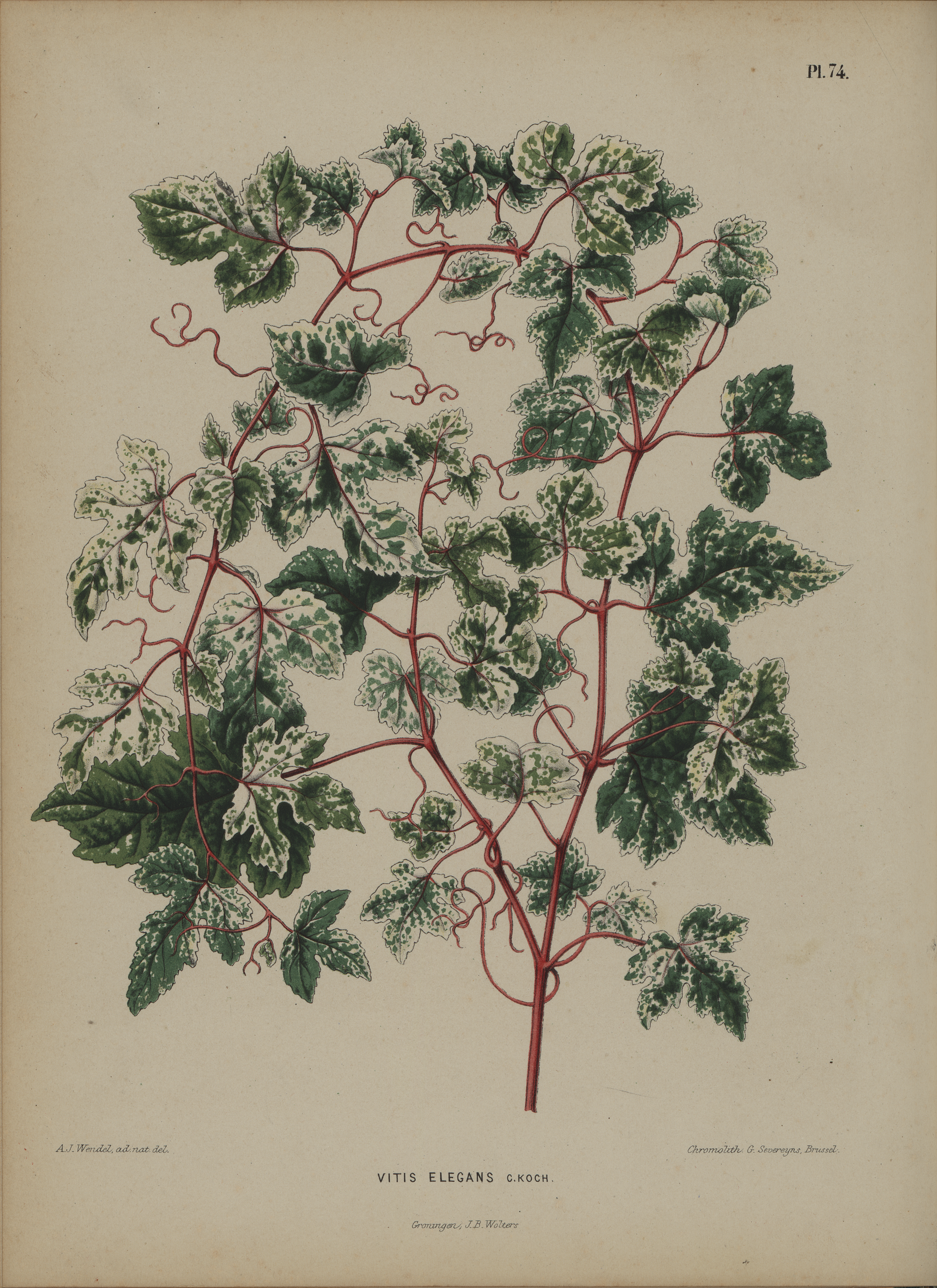
انگور چینی اثر آبراهام جاکوبوس وندل، ۱۸۶۸

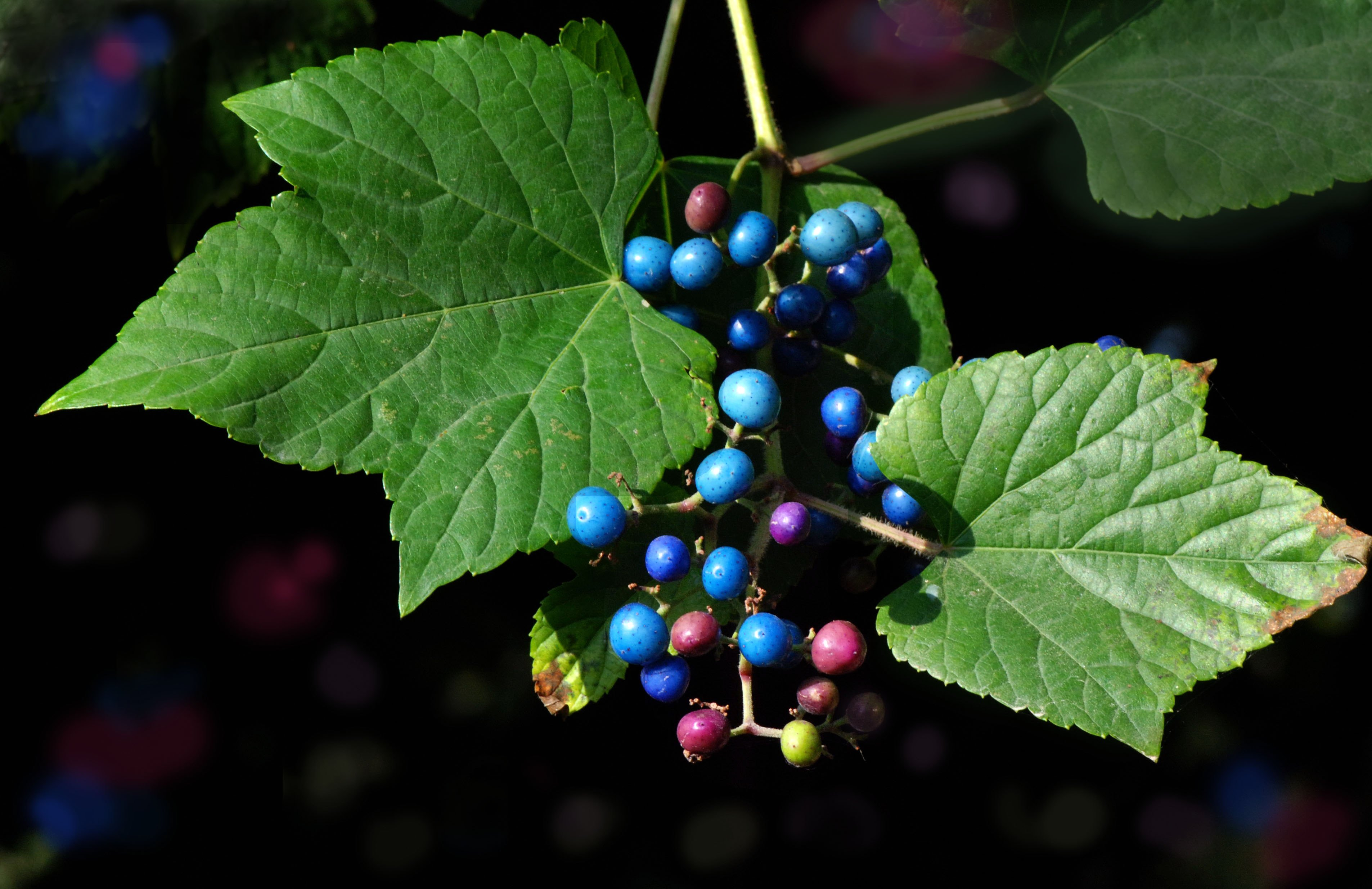
میوه و برگ

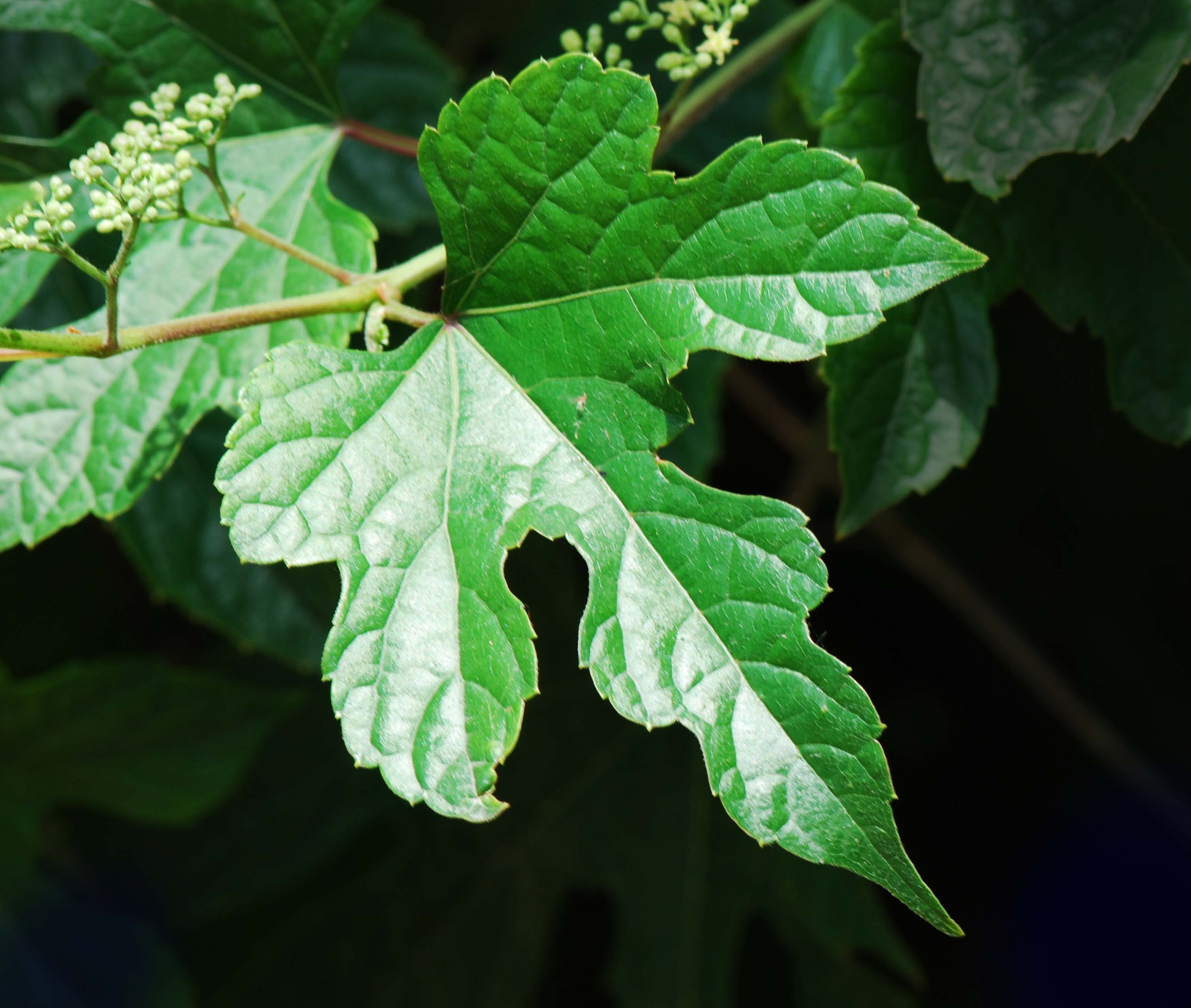
برگ گل آذین

انگور چینی درختی است دارای برگ خزان، چوبی و چند ساله با گل‌ها و پیچک‌هایی به اندازه کف دست است. که دارای ۳ تا ۵ لوب (پیچش هاشیه برگ) می‌باشد. انگور چینی از طریق پیچک‌ها به ارتفاع ۴–۶ متر رشد می‌کند. پیچک‌ها توسط پیچک‌های غیرچسبی شبیه به تاک‌های ویتیس به تکیه‌گاه‌ها می‌چسبند. پیچک‌ها در مقابل برگ‌ها قرار دارند و دارای دو یا سه شاخه هستند.
انگور چینی را می‌توان با انگور بومی بر اساس شکل برگ‌ها اشتباه گرفت، اما با بریدن ساقه و مشاهده مغز می‌توان آن را متمایز کرد. انگور بومی مغز قهوه‌ای یا خرمایی دارد اما انگور چینی مغز سفید دارد.

## پراکندگی و زیستگاه
انگور چینی عمدتاً در زیستگاه‌های حاشیه‌ای مانند لبه‌های جنگل، حاشیه برکه‌ها، سواحل رودخانه‌ها، بیشه‌زارها و سایر مناطقی که نور کامل خورشید تا نیمه‌سایه است رشد می‌کند. این گیاه در خاک‌های مرطوب دائمی یا مناطق شدیداً سایه‌دار رشد نمی‌کند و معمولاً در داخل جنگل‌های بالغ یافت نمی‌شود.
اما به‌طور بومی در چین، کره، ژاپن و خاور دور روسیه یافت می‌شود. این گیاه در دهه ۱۸۷۰ به عنوان یک گیاه به شکل منظره در ایالات متحده معرفی شد.

## کشت

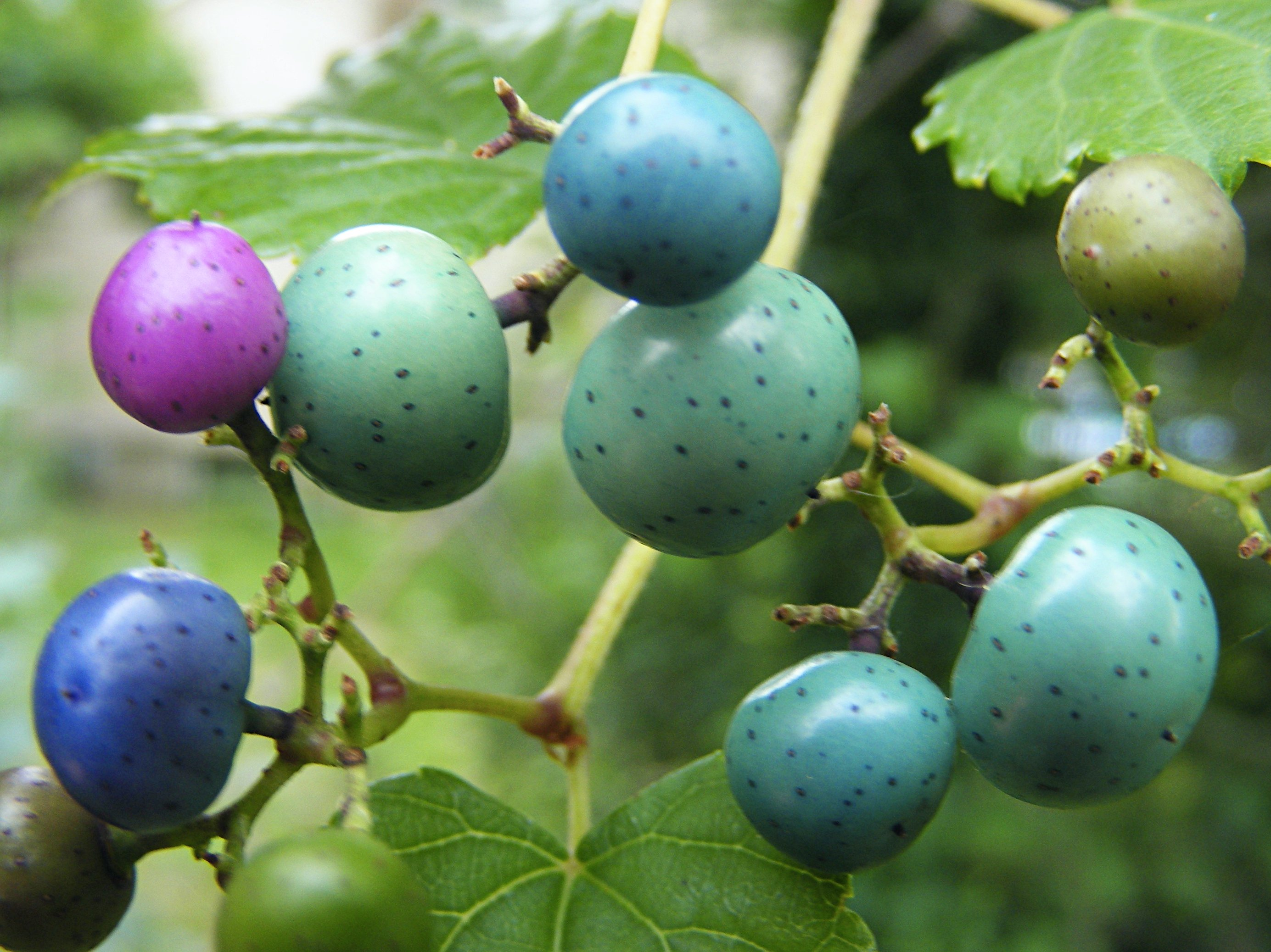
نمونه‌ای از میوه‌های انگور چینی

انگور چینی، میوه‌ای بیشتر متمایل به رنگ آبی و یک گیاه زینتی است که عموماً در باغ‌ها برای تزئین دیوارها و حصار استفاده می‌شود. انگور چینی با وجود توانایی، از تهاجمی بودن آن هنوز به‌طور گسترده کشت می‌شود. و اگر به درستی مدیریت نشود، درختان کوچکتر را ازبین می‌برد و در آنجا غالب می‌شود.

## حفاظت
این گونه گیاهی، مهاجم اصلی در بخش‌هایی از شرق ایالات متحده است. در محیط‌های شهری و همچنین در محیط‌های کم نور تهاجمی‌تر است. انگور چینی اغلب در مناطق دورافتاده مانند کنار جاده‌ها، مزارع قدیمی و دشت‌های سیلابی که نور خورشید فراوان است بیشتر یافت می‌شود، ویژگی‌هایی که آن را به یک گیاه باغی محبوب تبدیل می‌کند، مانند پوشش زمین، مقاوم در برابر آفات و تحمل شرایط نامطلوب، آن را به گونه ای مهاجم قوی تبدیل می‌کند. انگور چینی تهاجمی تمایل به سایه انداختن و از بین بردن بوته‌ها و درختان جوان را دارد، خود را بر روی آنها می‌پوشاند و به‌طور بالقوه با محدود کردن نور خورشید می‌کشد.